# Остров Гокумон
«Остров Гокумон» (яп. 獄門島, гокумон-то; англ. The Devil's Island) — детективный фильм режиссёра Кона Итикавы по роману Сэйси Ёкомидзо, вышедший на экраны в 1977 году. Третья кинолента  пенталогии Кона Итикавы о частном детективе Коскэ Киндаити. Предыдущие фильмы этого детективного цикла: «Клан Инугами» (1976); «Дьявольская считалочка» (1977). Последующие за ним, четвёртый и пятый фильмы цикла: «Пчелиная матка» (1978) и «Дом повешенной на Больничном Спуске» (1979).

## Сюжет
После окончания Второй мировой войны, в 1946 году на остров Гокумон (что в переводе «Тюремный остров» — название отсылает к стародавним временам, когда сюда ссылали каторжан и использовали его в качестве тюрьмы) приезжает частный детектив Коско Киндаити. Он привёз записку от умершего наследника клана Китоо, — Тиматы, обеспокоенного в предсмертной агонии о жизни своих трёх младших сестёр. Однако сыщик Киндаити не успевает толком вникнуть в суть семейных распрей, как происходят убийства девочек. Приехавший из полицейского управления префектуры инспектор Тодороки идёт по ложному следу, выдвигая одну за другой малоубедительные версии произошедших убийств, в то время как эксцентричный сыщик Киндаити ведёт своё расследование. По его мнению, убийства были совершены в соответствии с японскими стихами-хайку Басё и сезонными словами киго, употребляемыми в них (определенные слова киго могут сопровождать только хайку об осени, весне, зиме или лете). Придерживаясь этой версии в своих поисках, детектив Киндаити и раскрыл преступление, следы которого ведут в историю семейного клана Китоо. Патриарх клана Каэмон будучи на смертном одре в последней своей воле просил настоятеля местного храма Рёнэна и старосту рыбацкой артели о том, чтоб в случае смерти законного наследника Тиматы, его внука, наследство ни в коем случае не досталось трём его младшим сёстрам, которых он не хотел признавать и просил их убить.

## В ролях
- Кодзи Исидзака — Коскэ Киндаити, частный детектив
- Син Сабури — Рёнэн, настоятель храма
- Ёко Цукаса — Кацуно, служанка в доме Китоо и наложница Каэмона
- Эйдзиро Тоно — Каэмон Китоо, отец Йосамацу и Кацуно
- Рэйко Охара — Санаэ / дочь Кацуно
- Мицуко Косабуэ — Осаё, гражданская жена Йосамацу, мать убитых сестёр Цукиё, Юкиэ и Ханако
- Такэтоси Найто — Йосамацу, сын Каэмона Китоо / муж Осаё
- Кивако Тайти — Томоэ, из побочной ветви семьи Китоо / жена Гихэя
- Хидэдзи Отаки — Гихэй Китоо, муж Томоэ
- Такэси Като — инспектор Тодороки
- Рёко Сакагути — Осити, парикмахерша
- Цунэхико Камидзё — полицейский Симидзу
- Питер — Сёдзо Укай, беглый солдат, прижившийся в доме Гихэя и Томоэ
- Ясуко Итиносэ — Ханако, 17 лет, младшая дочь Осаё и Йосамацу, первая жертва убийства
- Наэко Накамура — Юкиэ, 18 лет, средняя дочь Осаё и Йосамацу, вторая жертва
- Юко Асано — Цукиё, 19 лет, старшая дочь Осаё и Йосамацу, третья жертва
- Тацуо Мацумура — доктор Коан Мурасэ
- Акидзи Кобаяси — староста рыбацкой артели
- Хирокадзу Такэда — Тимата Китоо, сын Йосамацу, внук Каэмона
- Нобору Митани — солдат-инвалид; он же Хитоси, — сын наложницы Кацуно от Каэмона Китоо, брат Санаэ

## Премьеры
- — 27 августа 1977 года — национальная премьера фильма в Токио[1].
- — 27 января 1978 года — американская премьера в Нью-Йорке[1].

## Премии и номинации
Премия Японской киноакадемии
- 1-я церемония вручения премии (1978)[2]

Номинации в категориях:
- за лучшую режиссёрскую работу 1977 года — Кон Итикава.
- за лучшее исполнение мужской роли второго плана — Такэси Като.
- за лучшую работу художника-постановщика — Синобу Мураки.